# Folke Nordenstam
Magnus Folke Nordenstam, född den 4 november 1908 i Torps församling, Västernorrlands län, död den 15 februari 2006 i Brunflo församling, Jämtlands län, var en svensk militär.
Nordenstam avlade studentexamen i Falun 1927. Han blev fänrik i fortifikationen 1933, löjtnant i ingenjörtrupperna 1938, kapten där 1941, i fortifikationskåren 1943 och major där 1951. Nordenstam var fortifikationsbefälhavare i Övre Norrlands militärområdesstab 1958–1969. Han befordrades till överstelöjtnant 1958 och till överste 1961. Nordenstam invaldes som ledamot av Krigsvetenskapsakademien 1953. Han blev riddare av Svärdsorden 1952, kommendör av samma orden 1965 och kommendör av första klassen 1969.